# Catuaba (bebida)
Catuaba é uma bebida alcoólica originária do Brasil, à qual se atribuem propriedades afrodisíacas. É preparada a partir de diversas plantas que popularmente levam o nome de catuaba, entre as quais Erythroxylum catuaba, embiruçu, Anemopaegma glaucum e Avenco paegma mirandum.
A bebida é preparada com os ramos, a casca da raiz e folhas da planta. Com efeitos a longo prazo, além de aumentar a libido, a planta estimula o sistema nervoso central, é usada contra insônia, nervosismo e melhora a memória. Pode ser usada para aumentar a libido em homens e mulheres, e os primeiros sinais são os sonhos eróticos e depois um grande aumento no desejo sexual. Uma pesquisa realizada pela Unicamp, em coelhos, comprovou os efeitos.
Um estudo de Manabe et al. (1992) mostraram que os extratos de catuaba de Catuaba casca (Erythroxylum catuaba Arr. Cam.) Eram úteis na prevenção de infecções bacterianas potencialmente letais e infecção por HIV em camundongos.